# ミラクルH
『ミラクルH』（ミラクルヒロイン）は、2006年7月4日から2006年9月26日までテレビ東京で放送された深夜バラエティ番組（関東ローカル）で、『ヒロインシリーズ』の第4弾。フォーサイド・ドット・コムの一社提供番組。製作協力はMAGMA。

## 概要
出演するのはグラビアアイドル3人（2006年9月5日放送からは2人）で、コンセプトはアイドルが夢の中で見た妄想をイメージ映像にしたものがオンエアされるというもの。番組のエンディングは、出演者のNGおよびオフショット映像。この番組で放送された映像はDVD化される。
番組は2006年9月26日で終了。

## 番組に出演したアイドル（放送順）
1. 松嶋初音/井上ゆりな/ゴールデン小雪 （2006年7月4日）
2. 手嶋ゆう/番ことみ/吉川綾乃 （2006年7月11日）
3. 早美あい/原理恵子/二宮歩美 （2006年7月18日）
4. 山本彩乃/河合ヒナ/長谷川りりな（2006年7月25日）
5. 類家明日香/井尚美/小田あさ美 （2006年8月1日）
6. 海川ひとみ/百瀬実咲/藤原ななこ （2006年8月8日）
7. 疋田紗也/折原みか/喜屋武ちあき （2006年8月15日）
8. 木嶋のりこ/末永佳子/荒木のぞみ （2006年8月22日）
9. 玲奈/北村ひとみ/高見こころ （2006年8月29日）
10. 金井アヤ/松田ちい （2006年9月5日）
11. 矢口聖来/荒川愛 （2006年9月12日）
12. 浜田翔子/立花彩野 （2006年9月19日）
13. 手嶋ゆう/中澤優子 （2006年9月26日）

## 番組に登場したコスチューム
- 水着 （スクール水着、競泳用水着含む）
- パジャマ（ネグリジェ含む）
- Tシャツ
- ショーツ
- 教師
- 女子高生（セーラー服、ブレザー）
- 体操着
- 若奥様（エプロン、和服）
- 警察官（ミニスカポリス）
- カウガール
- 天使
- 魔女
- 浴衣
- バレリーナ（チュチュに白鳥の頭が付いている）
- 看護師
- 入院患者（体に包帯が巻かれている）
- リクルートスーツ
- 宅配ピザの店員
- フィギュア
- くノ一
- 捜査官
- メイド
- スポーツ選手（ソフトボール、ボクシング、バレーボールなど）
- スチュワーデス
- 探偵
- バスローブ

## 放映時間
- テレビ東京（関東広域圏）：毎週火曜日深夜3時15分 - 深夜3時45分
  - ただし、以下の3回については特別番組が組まれていた関係で、放送時間が異なっている。
    - 初回となった2006年7月4日は『開運!なんでも鑑定団』の放送時間拡大のため、通常より6分遅れの深夜3時21分から深夜3時51分までの放送。
    - 2006年8月8日はA3チャンピオンズカップ･サッカー中継のため、通常より1時間遅れの深夜4時15分から深夜4時45分まで。
    - 2006年9月19日は『開運!なんでも鑑定団』の放送時間拡大と『ラブゲッCHU 〜ミラクル声優白書〜』1時間スペシャルの放送に伴い、通常より36分遅れの深夜3時51分から深夜4時21分まで。

- TVQ九州放送（福岡県）：毎週水曜日深夜2時08分 - 深夜2時38分
  - 2007年8月1日 - 2007年10月24日・約1年1か月遅れ

- 静岡朝日テレビ（静岡県）：毎週木曜深夜1時45分 - 深夜2時15分
  - 2007年9月6日 - 11月29日・約1年2か月遅れ

- テレビ埼玉（埼玉県）: 毎週金曜深夜1時00分 - 深夜1時30分
  - 2008年1月4日 - ・約1年6か月遅れ

- チューリップテレビ（富山県）: 毎週月曜深夜1時24分 - 深夜1時54分
  - 2009年7月27日 - ・約3年遅れ

- 千葉テレビ（千葉県）: 毎週土曜深夜2時35分 - 深夜3時05分
  - 2009年9月19日 - ・約3年2か月遅れ